# Ruellia cedilloi
Ruellia cedilloi är en akantusväxtart som beskrevs av T.P. Ramamoorthy. Ruellia cedilloi ingår i släktet Ruellia och familjen akantusväxter. Inga underarter finns listade i Catalogue of Life.